# Subaru XV
 (février 2024).
Si vous disposez d'ouvrages ou d'articles de référence ou si vous connaissez des sites web de qualité traitant du thème abordé ici, merci de compléter l'article en donnant les références utiles à sa vérifiabilité et en les liant à la section « Notes et références ».
La Subaru XV ou XV Crosstrek, appelée simplement Subaru Crosstrek depuis 2017 en Amérique du Nord, est une version baroudeuse de l'Impreza sortie en 2011 en même temps que la quatrième génération.
Elle prend la relève de la Impreza Outback Sport et de toutes ses variantes ailleurs dans le monde comme la Impreza XV ou RV qui ont existé jusqu'à la troisième génération. Il s'agissait finalement du même modèle qui sera regroupé sous les mêmes bannière et conception pour répondre à la demande des petits SUV. Elle est également encore plus typée hors route que ses devancières Impreza Outback Sport ou Impreza XV.
Parmi la concurrence des petits SUV urbains au look baroudeur, elle est pratiquement la seule à pouvoir réellement évoluer en hors route.

## Première génération (2012-2017)

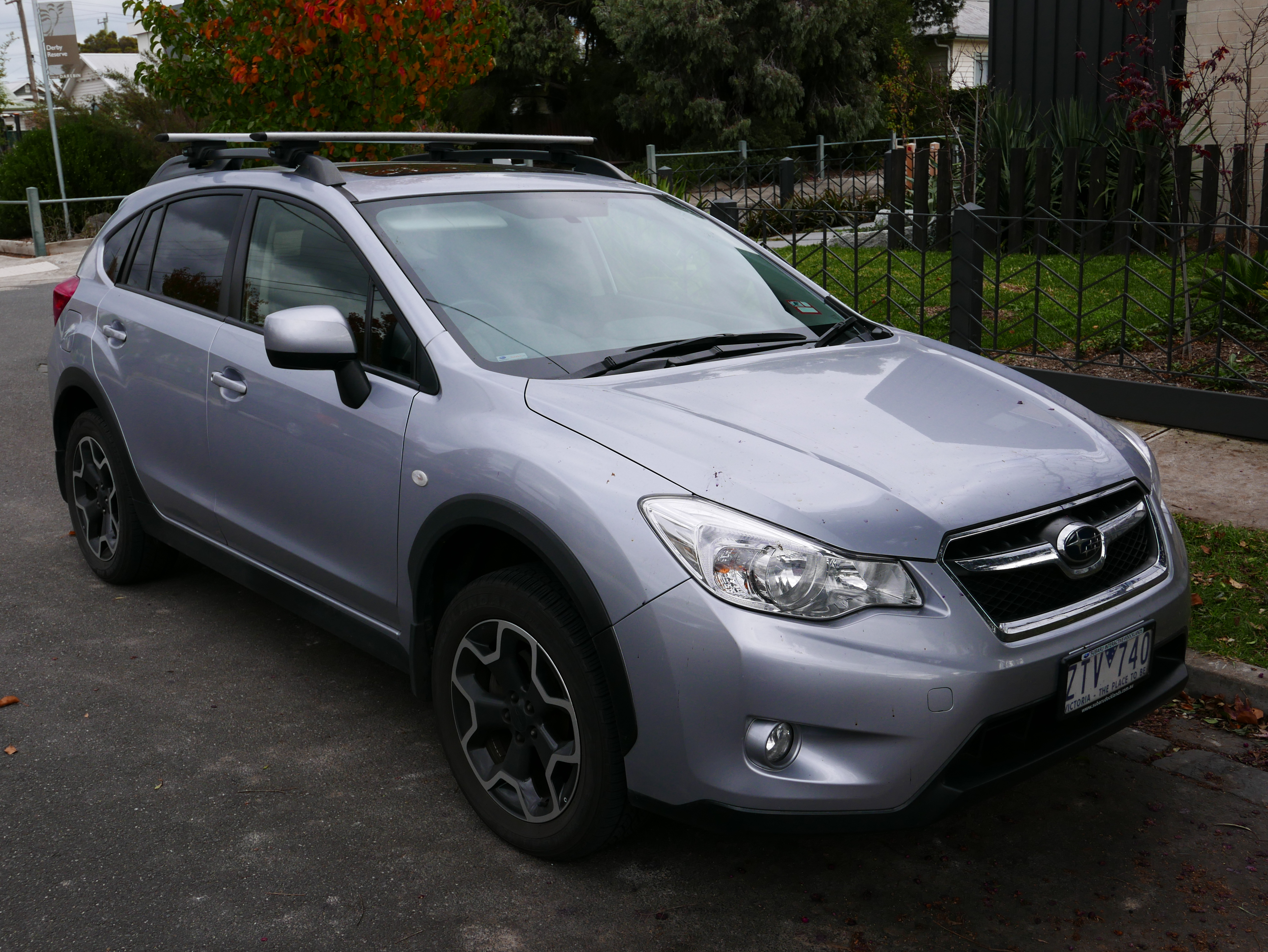
Subaru XV appelé Subaru XV Crosstrek en Amérique du Nord

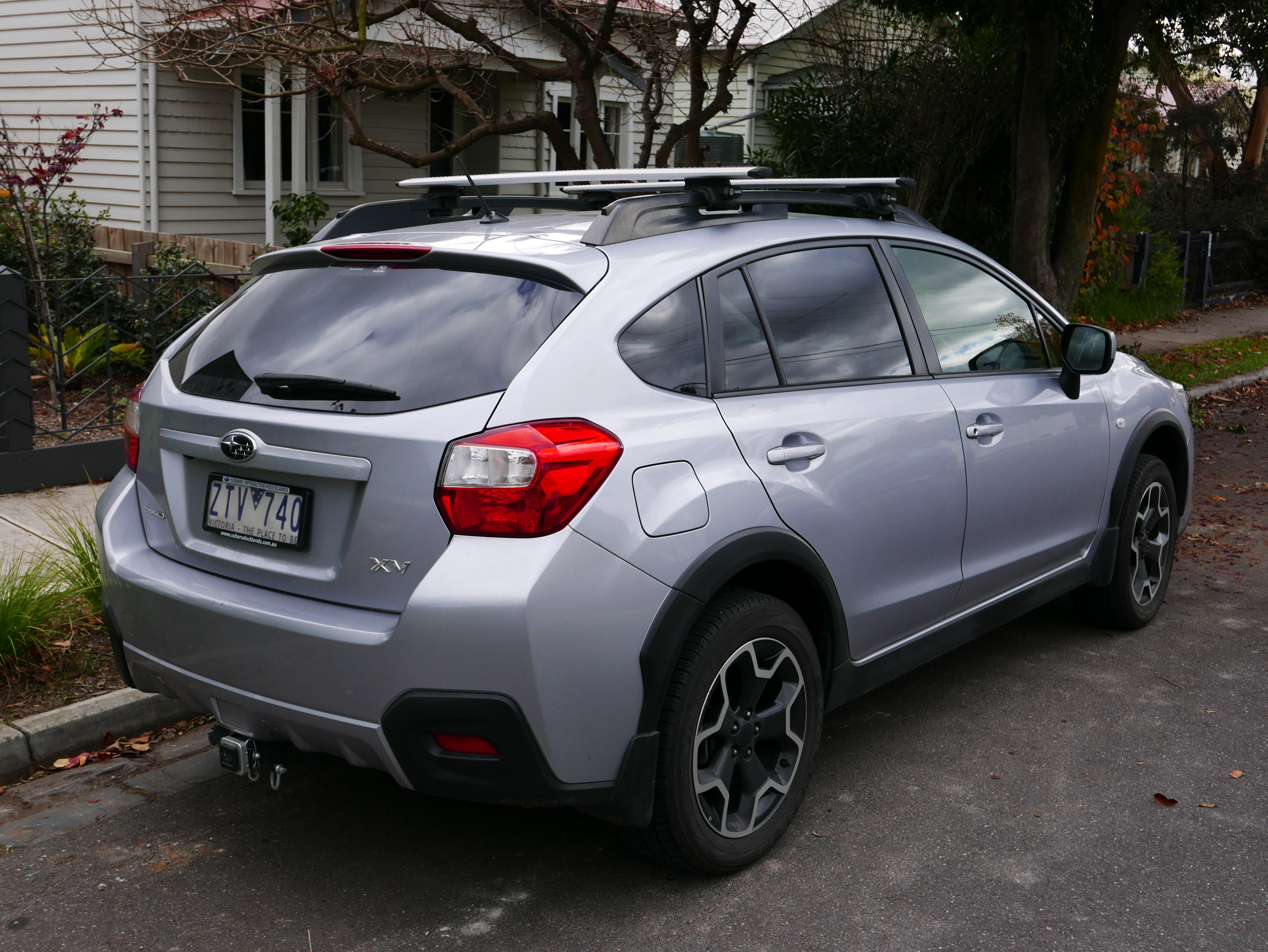
Vue arrière de la XV Crosstrek GP

La première Subaru XV est basée sur la Impreza à hayon ou GP. Le concept est présenté en 2011 à Shanghaï, puis en version finale sous ses deux noms à Francfort (Subaru XV) et New York (Subaru XV Crosstrek) toujours en 2011. Elle sera disponible en version de production dans le monde en septembre 2012. En Europe, elle remplace l'Impreza berline qui n'est plus proposée à la vente.
Comme les précédentes, cette génération de XV Crosstrek est avant tout une Impreza à hayon surélevé avec des différences esthétiques mineures, mais avec une portance plus importante qu'avait pu proposer l'Impreza Outback Sport.
Il est propulsé par le moteur FB20B développant 148 ch (110 kW) (aux États-Unis) pour 2.0 litres de cylindrée, partageant les spécifications du groupe motopropulseur avec l'Impreza. La Subaru XV était proposée au choix avec une boîte manuelle à cinq vitesses ou une boîte CVT Lineartronic en option.
Les premiers modèles européens comprennent un choix de moteurs essence 1,6 litre, essence 2,0 litres et diesel 2,0 litres; manuelle à cinq vitesses (1,6 litre essence), manuelle à six vitesses (2,0 essence, 2,0 diesel), transmission Lineartronic CVT (1,6 essence, 2,0 essence) et arrêt de démarrage du moteur au ralenti (de série sur les modèles à moteur à essence, en option sur le moteur diesel modèles).
Il comprenait des roues de 17 pouces, ainsi que des barres de toit et des vitres teintées. La fameuse traction intégrale était évidemment de série, les modèles équipés de la CVT Lineartronic étant capables d'envoyer 100 % du couple aux roues avec le plus de traction sur terrain accidenté.
Un écran tactile de 4,2 pouces et une caméra de recul étaient inclus sur la version Limited (États-Unis et Canada), ainsi que les sièges chauffants.
Pour l'année modèle 2014, une version hybride a été lancée sur les marchés nord-américains en deux versions comportant de nouvelles fonctionnalités, certaines d'entre elles étant en option sur les versions non hybrides Premium et Limited.
Pour l'année modèle 2015, des caméras de recul et des unités de tête de 6,2 pouces ont été ajoutées à toutes les versions, ainsi qu'un système de direction assistée électrique amélioré. La garniture Limited est dotée d'un pare-brise en verre isolant, d'un allumage sans clé en option, d'un groupe d'instruments amélioré comprenant un affichage à cristaux liquides couleur. Des rétroviseurs améliorés avec un éclairage de bienvenue et des clignotants ont également été ajoutés.
Le nouveau système multimédia Starlink de l'époque avec un écran de 7,0 pouces, qui a fait ses débuts sur les Subaru Legacy et Outback 2015, était également inclus. Les versions Premium, Limited et Hybrid pourraient être optionnées avec les modèles Subaru EyeSight et Hybrid qui ont obtenu un système d'accès par code PIN. Une variante d'édition spéciale basée sur la garniture haut de gamme avec de la peinture Sunrise Yellow était également disponible, mais limitée à 1 000 unités.

### Crosstrek Hybrid
La Subaru XV Crosstrek Hybrid (2013) est une version de la Subaru XV Crosstrek avec moteur synchrone AC à aimant permanent de 10 kW (14 PS; 13 hp) et 65 N⋅m (48 lb⋅ft), Lineartronic CVT, batteries Nickel hydrure, et des pneus 225/55 R17.

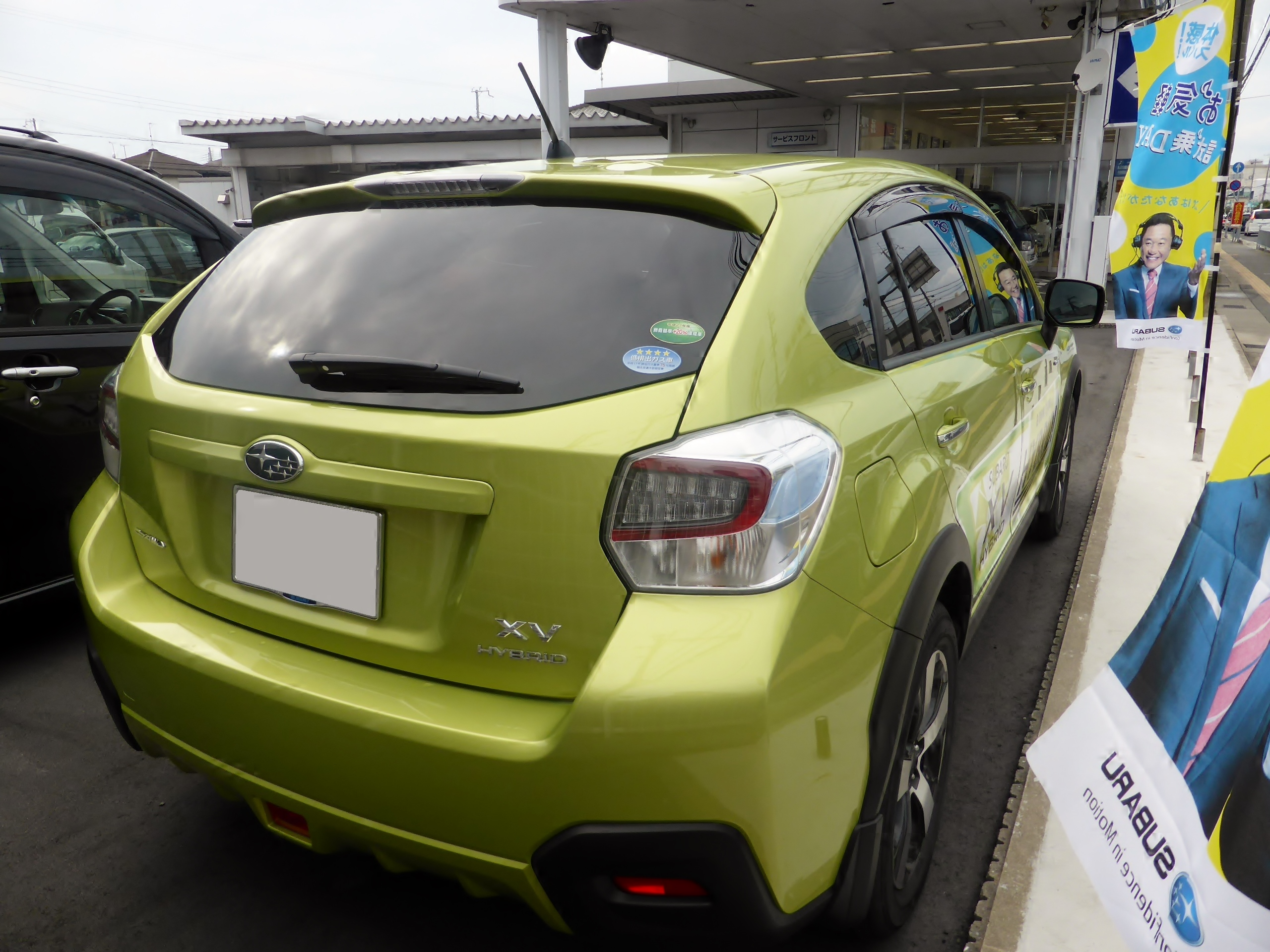
La version Hybrid se distinguait également avec des lumières arrières différentes

À l'extérieur, des badges « HYBRID » ont été appliqués sur les portes avant et sur le hayon arrière, et des feux arrière et des roues uniques sont exclusifs à la version hybride. Le véhicule était le premier hybride de production de Subaru après une série de concepts remontant au B9 Scrambler 2003, et a été dévoilé au Salon international de l'auto de New York en 2013.
Par rapport au XV Crosstrek à propulsion conventionnelle, un nouveau groupe de jauges et un démarrage sans clé ont été ajoutés à l'hybride, qui gagne environ 300 livres (140 kg) de poids. La batterie de 0,6 kWh (pesant à elle seule 55 livres (25 kg)) prend l'espace précédemment occupé par le pneu de secours, minimisant ainsi la perte d'espace de chargement. En utilisant la batterie seule, l'autonomie est estimée à 1,6 km (1 mile) à 40 km/h (25 mph). Le moteur-générateur de 10 kW est intégré à la CVT Lineartronic, similaire au système "turbo-parallel-hybrid" présenté pour la première fois sur le concept Subaru B5 TPH, et est destiné à être utilisé principalement pour l'assistance à l'accélération et le freinage régénératif.
La consommation de carburant est améliorée d'environ 11 %, passant de 28 mpg-US (8,4 L/100 km ; 34 mpg-imp) (ville/autoroute combinée) à 31 miles par gallon US (7,6 L/100 km ; 37 mpg-imp) . Pour l'année modèle 2014, le XV Crosstrek Hybrid a été introduit en deux versions, le XV Crosstrek Hybrid et Hybrid Touring. Le modèle hybride de base comprenait les caractéristiques du Limited, MPG de 29 city, 33 city, supprime l'intérieur en cuir et a ajouté différentes roues, une nouvelle calandre, direction assistée électrique révisé (elle n'est plus basé sur celle de la Subaru BRZ), rétroviseurs latéraux avec répétiteurs de signal, allumage sans clé, poignées de porte chromées, et un écran multifonction amélioré, ainsi que plus de puissance (jusqu'à 160 ch (120 kW) et 163 lb⋅ft (221 N⋅m) de couple).
Le touring hybride comprenait un toit ouvrant, du cuir, un système de navigation avec commandes vocales, une radio Aha, une radio HD, une radio satellite et une unité principale de 6,1 pouces. Les versions Premium et Limited pourraient être équipées de l'unité principale améliorée et d'un toit ouvrant. Pour 2015, les versions hybrides ont vu leur MPG augmenté à 30 ville, 34 autoroute.
Le modèle a été abandonné après l'année modèle 2016 avant le restylage et le changement de nom du modèle en Amérique du Nord.

### Phase 2
En 2016, la XV est restylée au Salon de Genève 2016. Elle reçoit un nouveau bouclier chromé avec une grille de calandre retouchée. À l'intérieur, on y trouve de nouvelles couleurs et matières, ainsi que des surpiqures sur les textiles avec de nouveaux équipements technologiques, comme un système multimédia connecté, un dispositif de détection des mouvements en marche arrière et la détection de présence dans l'angle mort.
La version Premium en Amérique du Nord a reçu le groupe d'équipement avec sièges et rétroviseurs chauffants en équipement standard, ainsi que l'option du système de sécurité et de sécurité Starlink de Subaru (de série sur le Limited) comprenant un bouton SOS, un système de notification automatique de collision, la récupération de véhicules volés et une application de surveillance des véhicules.
La version Limited bénéficie d'une alerte de trafic transversal arrière, d'une surveillance des angles morts et d'une assistance au changement de voie. Cette année a également inclus un style révisé et la suppression du préfixe XV du nom Subaru Crosstrek aux États-Unis et au Canada.
C'était aussi la dernière année du modèle Hybrid avant son retour 5 ans plus tard sur la génération suivante.
Le modèle 2017 était en grande partie inchangé, le seul changement étant une nouvelle garniture, qui était l'édition spéciale Platinum (qui pourrait être considérée comme un ensemble d'options pour la garniture Premium). Inclus était un style intérieur et extérieur spécial, un toit ouvrant, un allumage et une entrée sans clé et une surveillance des angles morts avec alerte de circulation transversale arrière.

### Ventes
Bien qu'il s'agisse d'une Subaru Impreza surélevée, les ventes ont été beaucoup plus fortes pour la Subaru Crosstrek aux États-Unis et au Canada que le modèle dont il est issu, en raison du ralentissement des ventes de berlines/hayons dans le pays ainsi que la popularité grandissante des VUS de tout format.
| Calendar year | Impreza (US) | WRX/WRX STI (US) | XV/Crosstrek (US) | Total   |
| ------------- | ------------ | ---------------- | ----------------- | ------- |
| 2012          | 68,175       | 13,624           | 7,396             | 89,195  |
| 2013          | 58,856       | 17,969           | 53,741            | 130,566 |
| 2014          | 57,996       | 25,492           | 70,956            | 154,444 |
| 2015          | 66,785       | 33,734           | 88,927            | 189,446 |
| 2016          | 55,238       | 33,279           | 95,677            | 184,194 |
| 2017          | 86,043       | 31,358           | 110,138           | 227,539 |

## Deuxième génération (2017-2023)

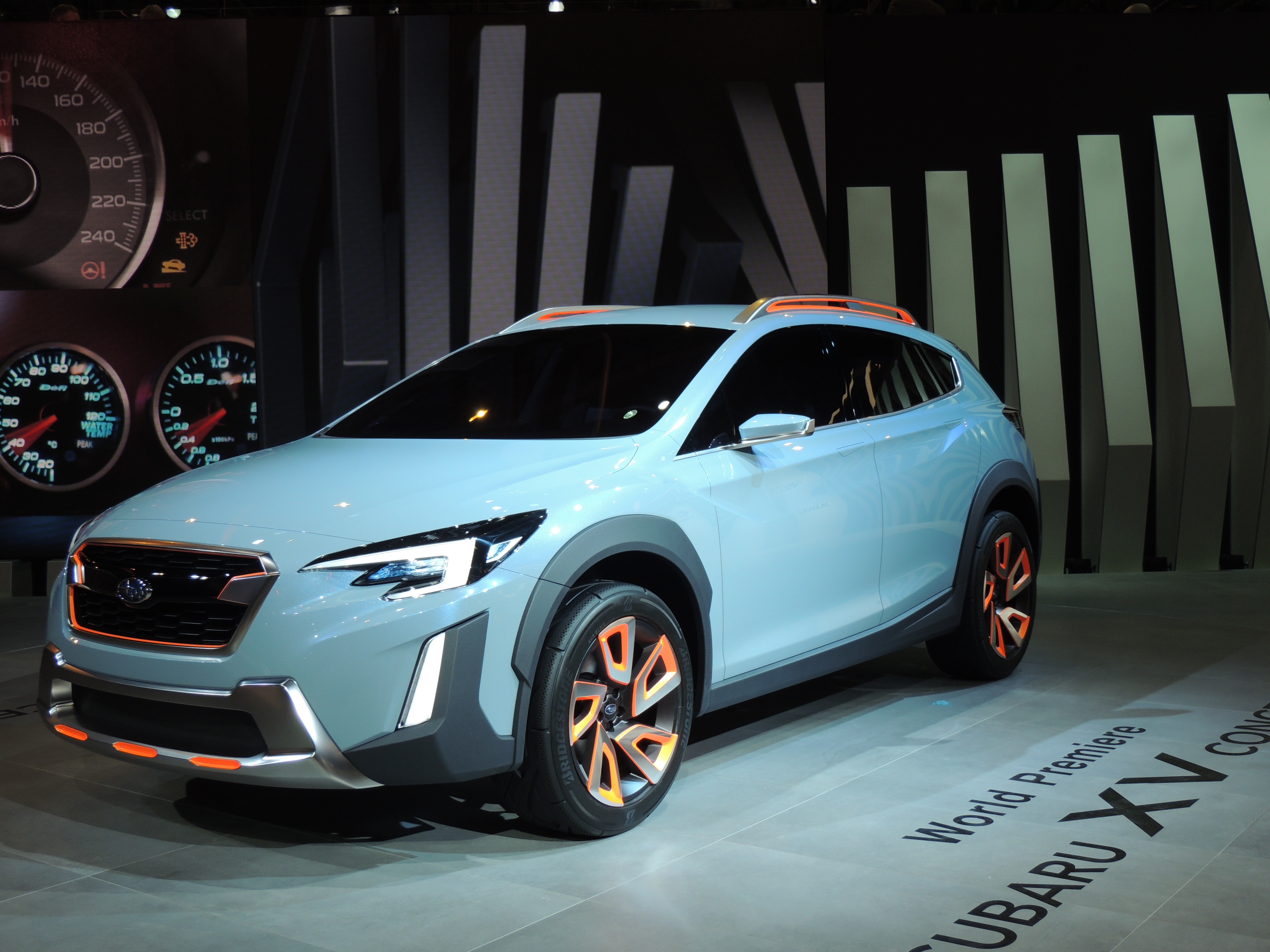
Concept présenté en 2016

Lors du salon international de l'automobile de Genève 2016, Subaru présente un concept de la nouvelle génération de la Subaru XV,, puis au salon de Genève 2017, Subaru présente la version définitive de sa XV II.
Le Subaru XV de deuxième génération ("Crosstrek" pour le marché nord-américain) est dévoilée au salon de Genève en mars 2017. Comme l'Impreza, la XV/Crosstrek est passée à la Subaru Global Platform (SGP). Elle est entièrement basée sur la Impreza V à hayon et garde la même dénomination châssis "GT". La garde au sol minimale est de 220 mm (8,7 in) et un revêtement noir mat a été ajouté de chaque côté pour accentuer le côté « tout-terrain », créant « une forme dynamique exprimant tout le plaisir à attendre d'un véhicule multisegment ». Au cours de son premier mois complet de ventes, Subaru a vendu 11 085 véhicules au Japon.
La Crosstrek de deuxième génération en Amérique du Nord utilise le moteur à essence à injection directe FB20D révisé avec une puissance de 115 kW (154 ch; 156 PS) et 196 N⋅m (20,0 kg⋅m; 145 lb⋅ft).
La transmission de base est changée en une transmission manuelle à 6 vitesses par opposition à la 5 vitesses de la première génération.
La qualité intérieure a été améliorée et un nouveau système d'infodivertissement Subaru Starlink de 6,5 pouces avec fonctionnalités Apple CarPlay et Android Auto était de série, avec un système de 8,0 pouces et une navigation disponibles sur la version Limited.
Alors que la navigation était une option, toutes les versions pouvaient utiliser Apple Maps, Google Maps (via Apple CarPlay et Android Auto respectivement). Magellan Navigation est également disponible sur toutes les versions via l'application Starlink, bien que la navigation en option soit le seul système qui n'utilise pas le smartphone du conducteur pour obtenir des données cartographiques, et soit le seul système qui affiche les limites de vitesse dans le groupe de jauges.
Les vitres automatiques ont été incluses pour la première fois du côté passager (auparavant uniquement du côté conducteur). Le système de sécurité et de sûreté Starlink était de série sur la version Premium. Les modèles avec Eyesight ont des feux de route adaptatifs. La garniture Limited a des phares à LED adaptatifs, un allumage et une entrée sans clé, un système de son Harman Kardon en option était disponible et un siège conducteur à 6 réglages électriques était inclus.
La fonction d'assistance hors route X-MODE de Subaru a également été ajoutée.
Pour 2019, le Crosstrek a reçu Eyesight sur tous les modèles équipés de la transmission CVT.

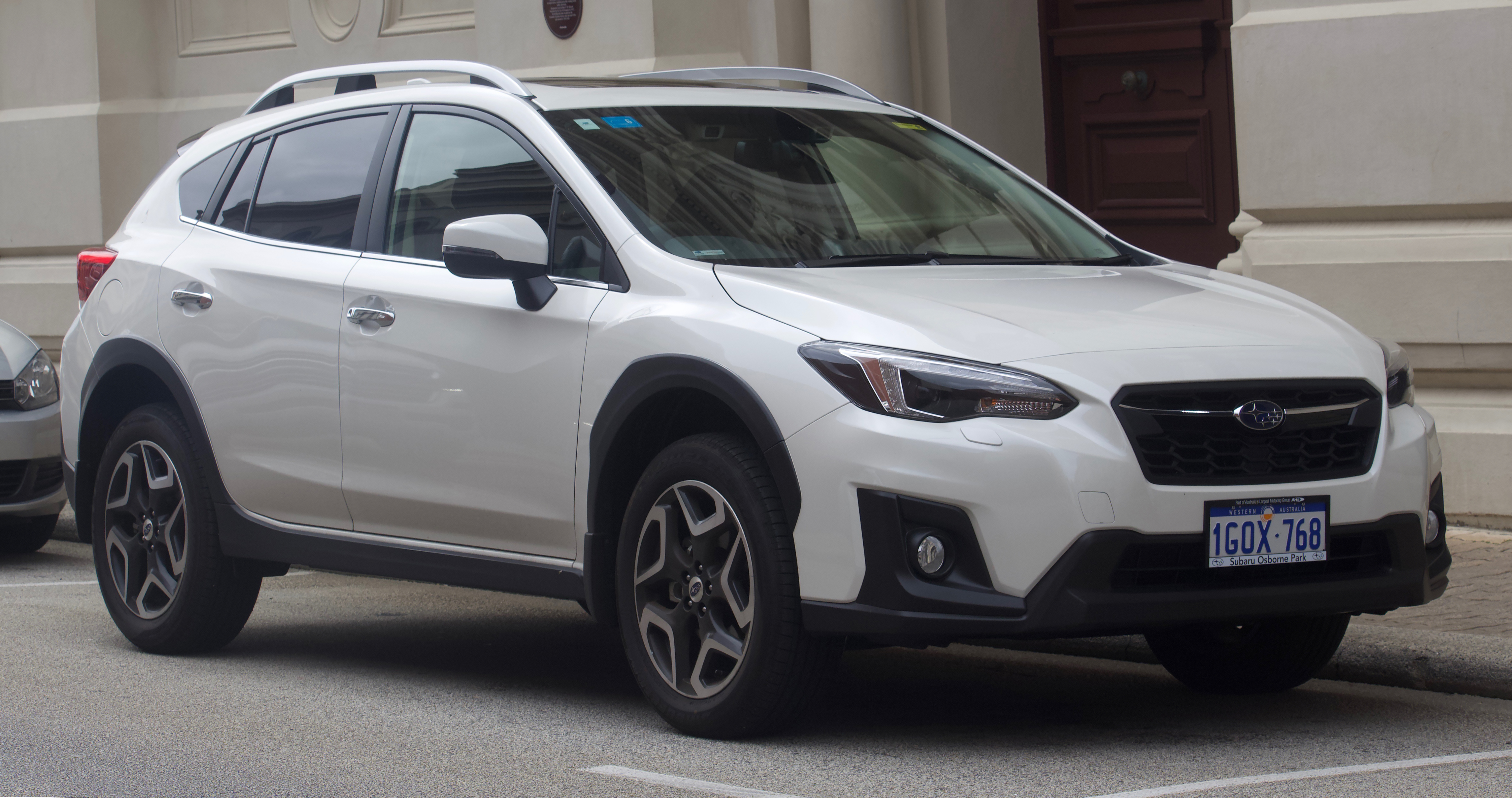
Subaru XV ou Subaru Crosstrek basé sur la Impreza GT
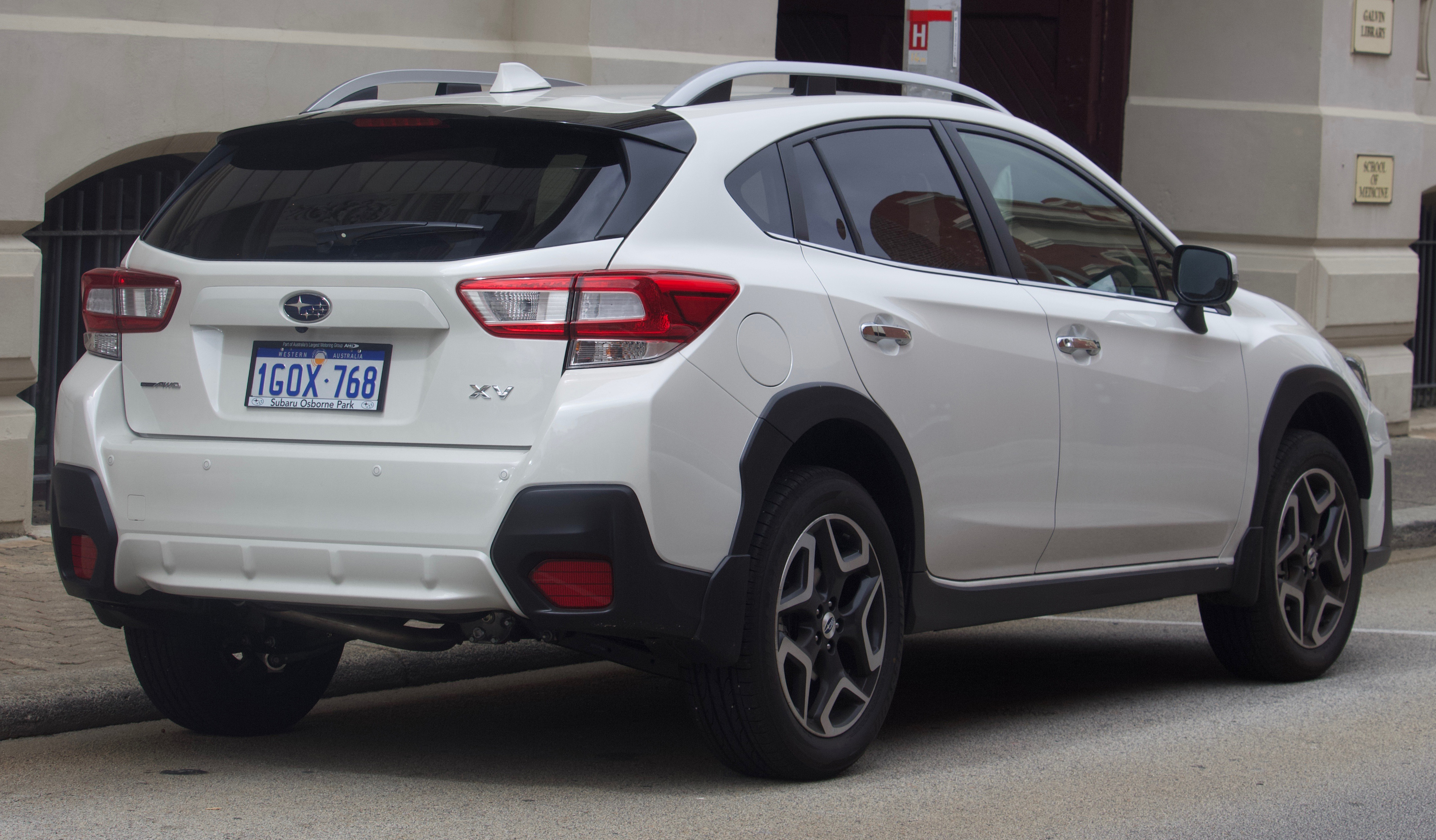
Subaru XV (GT)

### Subaru Crosstrek Hybrid (Plug-In)
Au Canada, notamment au Québec, où le Subaru Crosstrek y prend une excellente part de marché, Subaru annonce en 2020 une version Hybrid basée sur le système électrique hybride enfichable de la Toyota Prius Prime combiné au 2.0l boxer habituel sur le modèle.
Elle sera proposée aux États-Unis uniquement dans les États tels la Californie, pour servir de voiture de conformité afin de respecter les règles strict en matière d'émission globale de CO2. Sans ce modèle, Subaru risquerait de très lourde pénalité. Contrairement au Canada et leur unique version, les États-Unis disposent de trois configurations différentes.
Le Crosstrek Hybrid est équipé du moteur à essence FB20 de 137 ch (139 ch; 102 kW), couplé à deux moteurs électriques développant une puissance combinée de 148 ch (150 ch; 110 kW). La voiture a un réservoir de carburant de 13,2 gallons américains (50 L) et une batterie de 8,8 kWh, qui peuvent permettre ensemble une autonomie d'environ 770 km. Les deux moteurs électriques ont des fonctions distinctes : le premier moteur électrique est le démarreur et agit comme un générateur en freinage régénératif ; Le deuxième moteur électrique est le moteur de traction avec une puissance de 118 ch (120 PS; 88 kW) et 149 lb⋅ft (202 N⋅m); ensemble, les deux moteurs et la batterie ajoutent environ 455 lb (206 kg) au poids à vide de la voiture. Avec l'alimentation électrique uniquement, le Crosstrek hybride peut atteindre une autonomie de 17 mi (27 km) à des vitesses allant jusqu'à 65 mph (105 km/h).[38]

### Subaru XV e-Boxer
Subaru a présenté le groupe motopropulseur hybride e-BOXER pour le marché européen à Genève en mars 2019 ; l'e-BOXER intègre un moteur électrique dans la transmission à variation continue Lineartronic pour améliorer l'économie de carburant et augmenter la puissance. La batterie du moteur de traction est placée au-dessus de l'essieu arrière, améliorant ainsi l'équilibre du poids avant/arrière. Le groupe motopropulseur e-BOXER comprend un FB20 modifié évalué à 110 kW (150 ch; 150 ch), mais par rapport au Crosstrek Hybrid du marché américain, le XV e-BOXER utilise un seul moteur électrique évalué à 12,3 kW (16,5 ch; 16,7 PS) de puissance maximale.

#### Phase 2

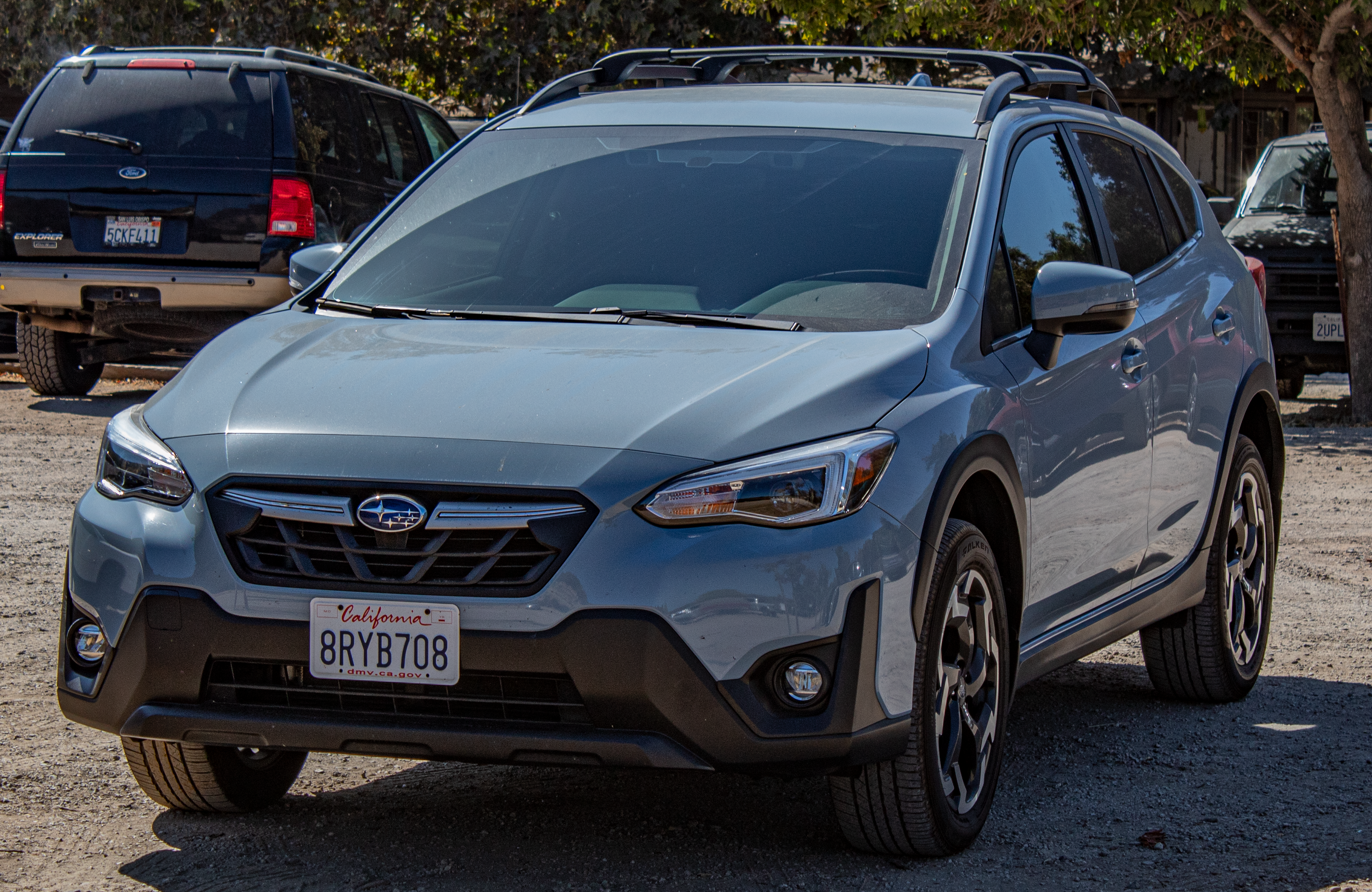
Subaru Crosstrek Phase 2 (2022)

À partir de l'été 2020, Subaru propose une version restylée de la XV / Crosstrek, ce sont surtout des ajustements esthétiques, un nouveau niveau de finition, davantage de technologies d'assistance à la conduite et une nouvelle option de moteur de 2,5 L très attendu.
Le changement de style extérieur le plus évident est un revêtement de pare-chocs inférieur avant plus grand en plastique noir.

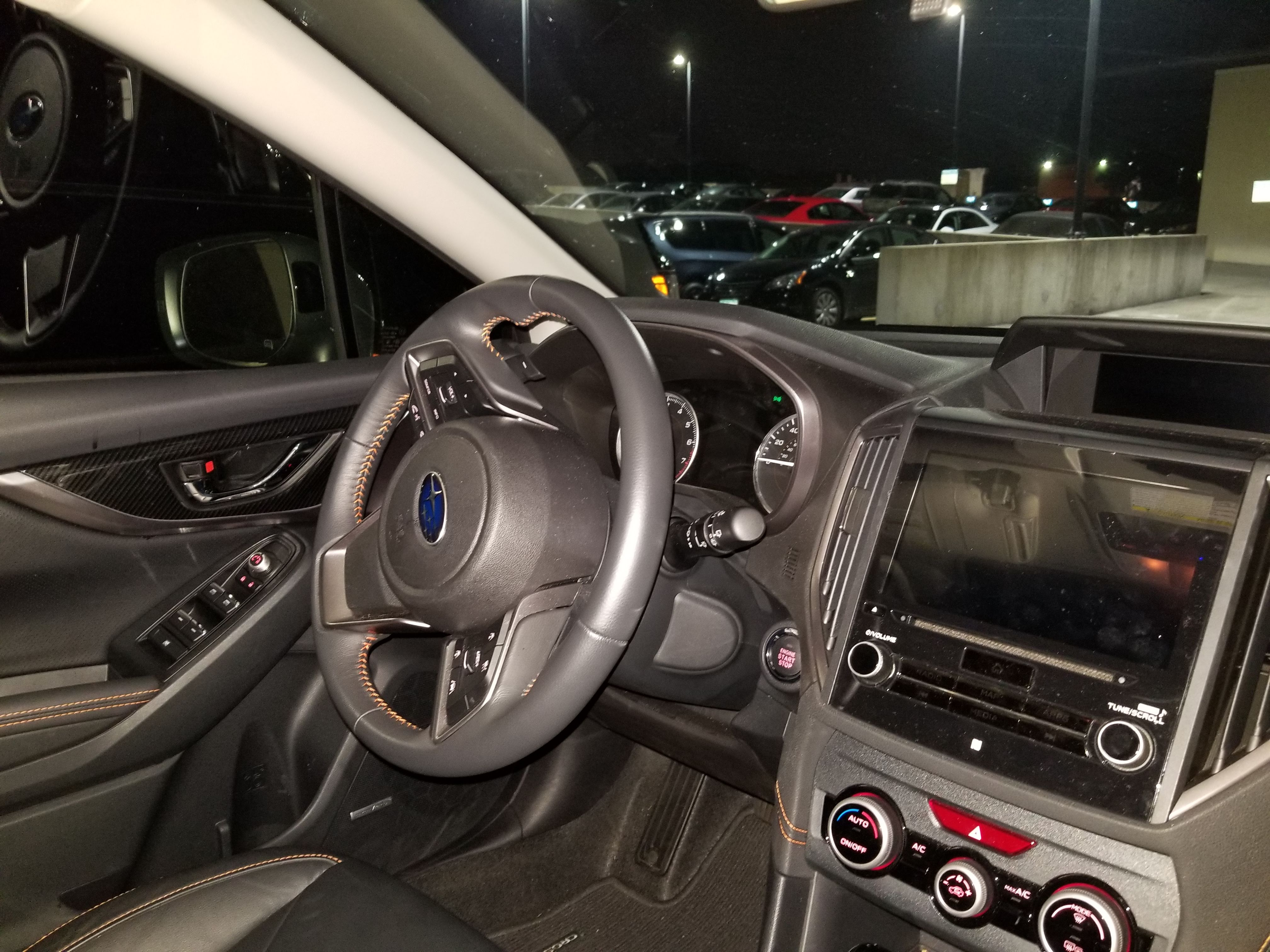
Intérieur du Crosstrek (GT)

Les modèles haut de gamme Limited recevront une détection des angles morts avec une assistance au changement de voie, une alerte de trafic transversal, un freinage d'urgence automatisé en marche arrière et une assistance aux feux de route. Pour les aides à la conduite, tout Crosstrek équipé d'une CVT peut bénéficier d'un régulateur de vitesse adaptatif et d'un centrage de voie.
Pour 2020, le Crosstrek a reçu le système de gestion du groupe motopropulseur SI-Drive de Subaru, système créé pour la version WRX STI à boite manuelle puis disponible sur les modèles Subaru Forester et Subaru WRX avec une CVT.
Un système d'arrêt et de démarrage automatique a été ajouté, ainsi qu'un siège conducteur à réglage électrique à 6 directions en option ajouté à la finition Premium. Tous les modèles avaient des ports USB et AUX déplacés de la console centrale vers le plateau de rangement de la console, qui recevait un éclairage sur les versions Premium et Limited. Les versions Limited et Hybrid ont des ports USB à l'arrière. La nouveauté est un système de verrouillage et de déverrouillage automatique des portes avec déverrouillage automatique en cas de collision.
Depuis février 2022, pour sa fin de carrière, seul le XV e-Boxer est commercialisé sur le marché français.

### Subaru Crosstrek Outdoor
Subaru présente également la Crosstrek Outdoor avec un look encore plus baroudeur, des surpiqûres vert fluo et le nom "Crosstrek" inscrit à même le dossier des sièges avant. La plus grande amélioration est le moteur de 2.5 litres de 182 chevaux qui remplace le 2.0 litres, 30 de plus que le moteur standard de 2,0 L, favorise le couple, et donc les dépassements et les insertions sur les autoroutes. Ce moteur est ensuite étendu au modèle Limited (le plus cher de la gamme Crosstrek) qui eux recevront un intérieur en cuir avec surpiqûres orange avec le moteur 2.5. Il est indisponible avec une boite manuelle mais inclut le "X-Mode" (une sorte d'aide au franchissement en hors route) ainsi que le "SI-Drive" (notamment connu sur les STI) pour avoir une meilleure gestion de sa cartographie moteur et demander plus de puissance à bas régime en cas de besoin en plus de pouvoir ajouter davantage de reprise via la boite automatique sur le mode "S" ou "M".
Ce modèle est connu aux États-Unis sous le nom de Crosstrek Sport et possède l'intégralité des options, les surpiqures changent pour inscrire le mot "Sport" et non "Crosstrek" comme au Canada.

## Troisième génération (2023-)
La 3e génération de Subaru Crosstrek est présentée le 2 octobre 2023.
Cette nouvelle Subaru Crosstrek est présentée avant la Subaru Impreza sur laquelle elle est basée pour la première fois. Les nouveautés sont les mêmes que cette dernière à savoir une mise à jour des technologies multimédia.
Subaru annonce un renforcement de la rigidité du châssis de 10 %.

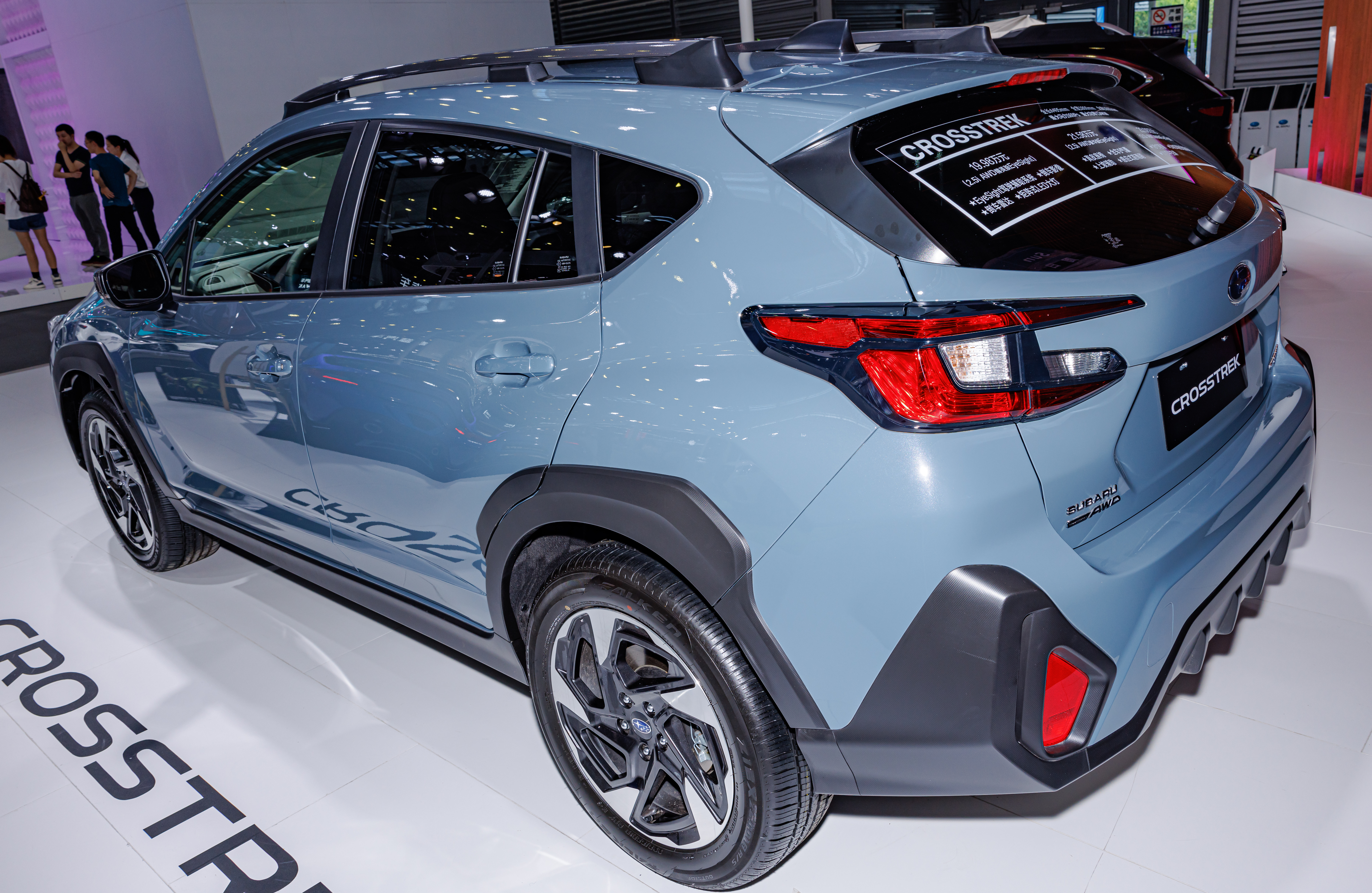
Vue arrière de la Subaru Crosstrek III
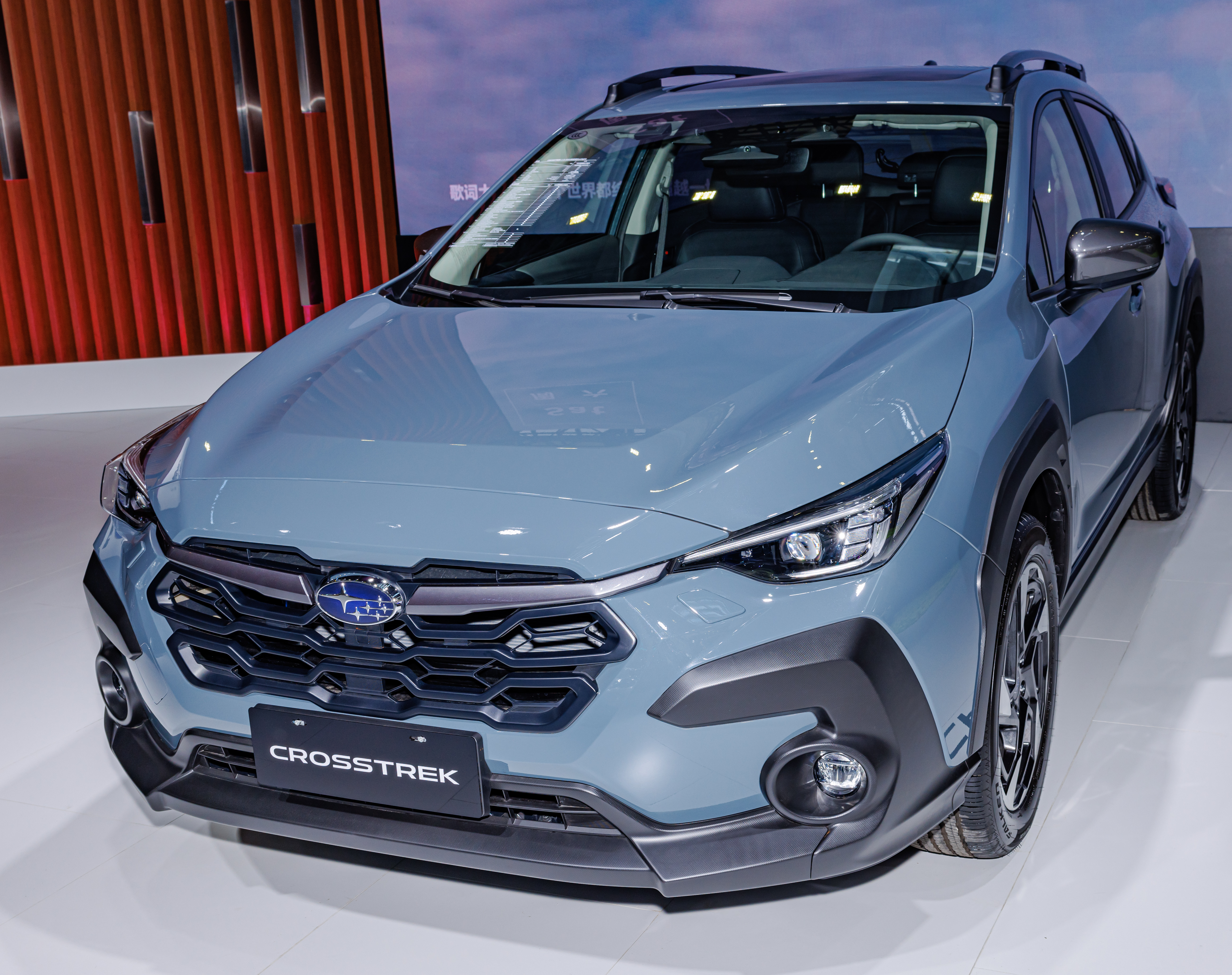
Vue de face du nouveau Crosstrek III

Il reprend l'essentiel de la génération précédente en termes de moteur et niveau d'équipement. La version Outdoor canadienne et Sport américaine disparaissent et son unit sous le nom commun "Subaru Crosstrek Widerness" qui complète le Widerness qui comprend déjà le Subaru Outback et le Subaru Forester.